# فلورنسا مود إيوارت
فلورنسا مود إيوارت (بالإنجليزية: Florence Maude Ewart) هي معلمة موسيقى وملحنة وعازفة كمان أسترالية، ولدت في 16 نوفمبر 1864، وتوفيت في 8 نوفمبر 1949.

## وصلات خارجية
- فلورنسا مود إيوارت على موقع ميوزك برينز (الإنجليزية)